# Jemeljan Poegatsjov
Jemeljan Ivanovitsj Poegatsjov (Russisch: Емелья́н Ива́нович Пугачёв) (Zimovejskaja aan de Don, Gouvernement Azov, 1740 of 1742 - Moskou, 10 januari 1775) was de leider van een opstand van Oeral-Kozakken tegen het bewind van Catharina de Grote. De geschiedenis van deze opstand is opgetekend door Aleksandr Poesjkin, die deze gebeurtenissen ook gebruikte in zijn novelle De kapiteinsdochter.

## Militaire carrière
Na zijn huwelijk in 1758 nam Poegatsjov, de zoon van een Don-Kozak landeigenaar, deel aan de Zevenjarige Oorlog als lid van de Kozakkenexpeditie naar Pruisen onder leiding van graaf Zachar Tsjernysjov, die minister van Oorlog was onder Catharina de Grote. In de eerste Russisch-Turkse Oorlog (1768-1774) diende Poegatsjov (met een rang gelijkwaardig aan luitenant) in het leger van graaf Pjotr Panin en nam deel aan het beleg van Bender in 1770. Nadat hij gewond was geraakt, deserteerde hij, keerde terug naar huis en leidde gedurende een aantal jaar een zwervend bestaan.

## Poegatsjov-opstand van 1773 tot 1774
Na zijn terugkeer naar huis verbleef Poegatsjov een tijd in een skit van oudgelovigen, waar hem ongeregeldheden in het leger in Jaitsk ter ore kwamen. Niet veel later, in november-december 1772 ging Poegatsjov op reis naar Jaitsk om vis te verhandelen. In Jaitsk kwam hij Denis Pjanov tegen, met wie hij het idee besprak om samen met gevluchte opstandelingen uit Jaitsk naar de Koeban te vluchten. Tijdens dit gesprek gaf hij zich voor het eerst uit voor tsaar Peter III, de in 1762 overleden echtgenoot van Catharina de Grote.
Poegatsjov verzamelde de Kozakken uit de Oeral onder zich en richtte zijn eigen staat en leger op, welk qua structuur een sterke gelijkenis vertoonde met het Russische leger. Poegatsjov rekruteerde niet alleen soldaten, maar ook boeren en werklieden. Essentieel hierbij was de steun van de plaatselijke geestelijkheid, die hem in groten getale steunde. De priesters verspreidden zijn propaganda, waarbij hij beloofde om te luisteren naar de klachten van het volk, vrijheid te geven aan de Kozakken, onder wie veel oudgelovigen waren, en Catharina in een klooster op te sluiten.
Poegatsjovs leger werd snel groter, deels door de weerstand tegen Catharina onder de bevolking, deels door de belofte aan vrijheid voor de Kozakken. Door de groei van zijn leger controleerde Poegatsjov een groot deel van het gebied tussen Wolga en Oeral. Zijn grootste succes was de inname van de stad Kazan.
In het begin werd de opstand niet erg serieus genomen door de Russische overheid, die Poegatsjov slechts als hinderlijk beschouwde. Op het hoofd van Poegatsjov stond in oktober 1773 een beloning van 500 roebel, die echter snel groeide tot 28.000 roebel in november. Toch werd Poegatsjov door Catharina nog steeds niet erg serieus genomen, en in een brief aan Voltaire omschreef ze Poegatsjov als een grap.

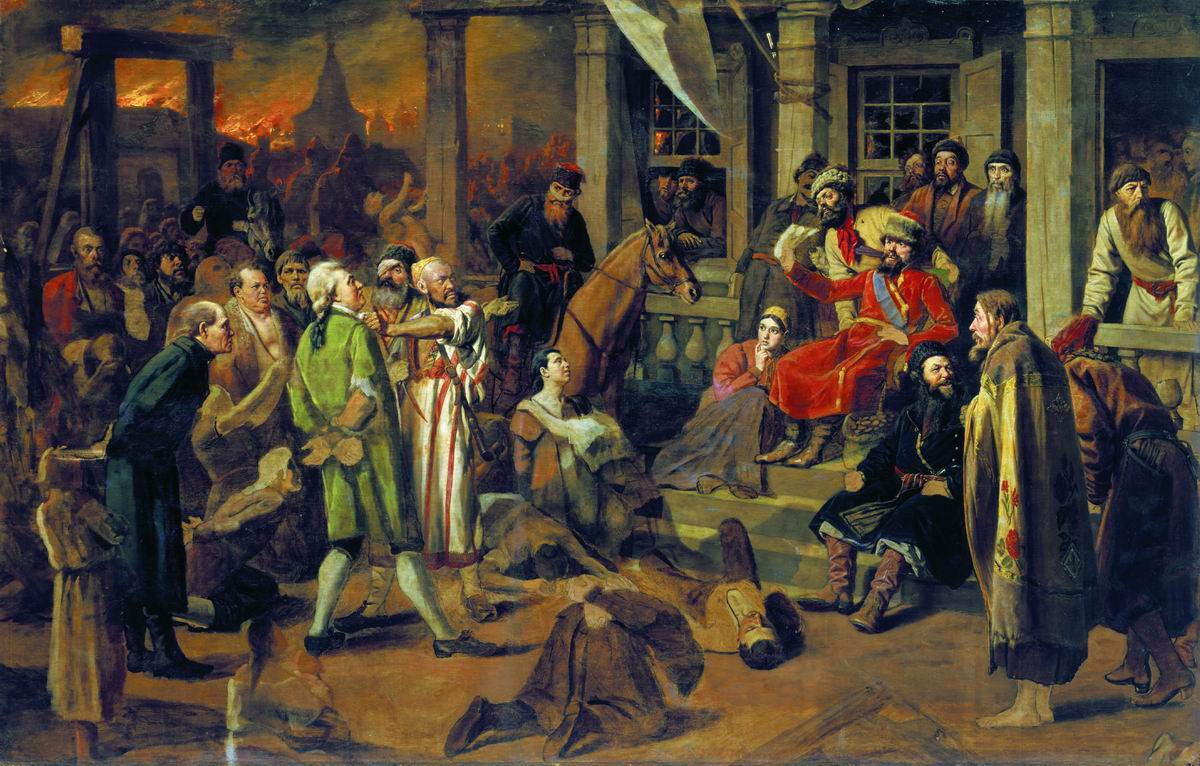
Poegatsjovs rechtspraak (Vasili Perov 1879)

Begin 1774 werd de dreiging van Poegatsjov snel groter, en berichten kwamen binnen dat Poegatsjov alle forten aan de Wolga en de Oeral had veroverd. De onrust onder de bevolking begon te groeien. Catharina belastte Poegatsjovs voormalige commandant generaal Pjotr Panin, de broer van de invloedrijke minister van Buitenlandse Zaken Nikita Panin, met de opdracht om Poegatsjov uit te schakelen. Panin rekruteerde een groot leger, maar bevoorradingsproblemen zorgden ervoor dat zijn inspanningen zonder succes bleven.
In augustus 1774 kwam het tot een treffen bij Tsaritsyn (het tegenwoordige Wolgograd) tussen Poegatsjov en generaal Ivan Michelson. Poegatsjov leed een verpletterende nederlaag, waarbij 10.000 van zijn manschappen gedood of gevangen werden. Op 14 september werd Poegatsjov door de Oeral-Kozakken verraden, toen hij probeerde te vluchten naar het Oeral-gebergte. Generaal Aleksandr Soevorov plaatste hem in een metalen kooi en stuurde hem naar Moskou, waar hij op 10 januari 1775 publiekelijk terechtgesteld werd.